# 木沙江·努尔墩
木沙江・努尔墩（1982年12月—），新疆伊宁县人，维吾尔族，中国共产党党员。中华人民共和国政治人物、第十三届全国人民代表大会新疆地区代表。

## 生平
2018年2月24日，当选为第十三届全国人大代表。